# Pontorson
Pontorson är en kommun i departementet Manche i regionen Normandie i norra Frankrike. Kommunen ligger i kantonen Pontorson som tillhör arrondissementet Avranches. År 2018 hade Pontorson 3 837 invånare.

## Befolkningsutveckling
Antalet invånare i kommunen Pontorson
| Referens: INSEE |